# Опфертсхофен
Опфертсхофен (нем. Opfertshofen) — деревня в Швейцарии, в кантоне Шаффхаузен. Входит в состав коммуны Тайнген округа Райат.
Впервые упоминается в 830 году как Отбертихоба.
Ранее деревня Опфертсхофен имела статус коммуны. 1 января 2009 года вошла в состав коммуны Тайнген.

## Динамика населения
| Год  | Жителей |
| ---- | ------- |
| 1850 | 186     |
| 1860 | 203     |
| 1880 | 156     |
| 1900 | 156     |
| 1910 | 148     |
| 1930 | 162     |
| 1950 | 152     |
| 1970 | 121     |
| 1980 | 115     |
| 1990 | 114     |
| 2006 | 132     |